# Con đường dẫn tôi đến chủ nghĩa Lênin
Con đường dẫn tôi đến chủ nghĩa Lênin là một bài tiểu luận ngắn của Chủ tịch Việt Nam Hồ Chí Minh, mô tả cuộc gặp gỡ đầu tiên của ông với những phân tích của Lênin về câu hỏi thuộc địa và sự chấp nhận cuối cùng của ông đối với chủ nghĩa Mác - Lênin và cách mạng cộng sản. Xuyên suốt bài tiểu luận, Hồ Chí Minh mô tả những kinh nghiệm của mình trong Đảng Cộng sản Pháp và chi tiết về sự chấp nhận cá nhân của ông đối với chủ nghĩa Mác chủ nghĩa Lênin. Bài tiểu luận đáng chú ý trên khắp Việt Nam và trong giới Chủ nghĩa Marx vì sự chứng thực của chủ nghĩa Lênin và chống chủ nghĩa đế quốc.